# Ludvig Cronsioe
Ludvig Cronsioe, född den 13 augusti 1726 i Malmö, död där den 24 november 1797, var en svensk ämbetsman. Han var son till Severin Cronsioe och far till Cornelius Cronsjoe, adlad Sjöcrona.
Cronsioe blev student vid Lunds universitet 1740, landskontorist i Malmö 1742, extra ordinarie kammarskrivare i statskontoret 1745 och extra ordinarie kammarskrivare i kammarkollegium 1746. Han var tillförordnad häradsskrivare 1748 och tillförordnad kronofogde 1749–1755. Cronsioe blev kyrkoinspektor i Malmö 1755. Han var tillförordnad landskamrerare i Malmöhus län under vakans 1772–1773 och från 1777. Cronsioe blev ordinarie landskamrerare 1778 och tilldelades assessors namn, heder och värdighet 1788. Han beviljades avsked 1789.